# Branch Rickey
Wesley Branch Rickey (Stockdale, 20 dicembre 1881 – Columbia, 9 dicembre 1965) è stato un giocatore di baseball, allenatore di baseball e dirigente sportivo statunitense, membro della Baseball Hall of Fame.
È considerato uno degli innovatori del baseball negli Stati Uniti: durante la sua carriera mise sotto contratto Jackie Robinson (primo afroamericano a giocare in MLB in epoca moderna) e Roberto Clemente (primo ispanoamericano ad entrare nella Baseball Hall of Fame), creò il sistema delle squadre satellite nelle Minor League e rese obbligatorio per i giocatori l'utilizzo del casco protettivo durante la battuta. Fu soprannominato The Brain e Mahatma.

## Biografia
Nacque a Stockdale in Ohio da una famiglia contadina. Ricevette una rigida educazione cristiana che influenzò profondamente la sua vita e la sua carriera professionale: per via delle sue credenze religiose si rifiutò sempre di giocare a baseball di domenica e fu un attivo sostenitore della lotta all'alcolismo (aderì alla Anti-Saloon League una delle principali organizzazioni che si mobilitarono per l'introduzione del Proibizionismo negli Stati Uniti). Fu anche membro della massoneria, iniziato in una loggia di Saint Louis e poi affiliato ad una di Brooklyn.
All'età di 17 anni lavorò come insegnante, pur non essendo ancora laureato, in una scuola di Turkey Creek nella Contea di Scioto, successivamente frequentò la Ohio Wesleyan University dove iniziò a praticare prima il football americano e poi il baseball. Nel 1904 conseguì il titolo di studio di bachelor in letteratura.
Nel 1908 si ammalò di tubercolosi e l'anno successivo fu costretto a passare un periodo nel sanatorio di Sarac, nello stato di New York, quando le sue condizioni migliorarono si iscrisse alla University of Michigan dove si dedicò a studi di giurisprudenza. Nel 1911 conseguì la laurea in legge.
Nel 1906 sposò Jane Moulton, ragazza conosciuta durante l'adolescenza.
Durante la prima guerra mondiale prestò servizio come ufficiale in Francia presso il 1º reggimento del Chemical Warfare Service, fu al comando di una unità che comprendeva anche altri famosi giocatori di baseball dell'epoca: Ty Cobb, Christy Mathewson e George Sisler.
Il 13 novembre 1965 mentre stava tenendo un discorso di ringraziamento a Columbia per il suo ingresso nella Missouri Sport Hall of Fame, ebbe un attacco di cuore e si accasciò a terra, morì quasi un mese dopo senza aver ripreso conoscenza. Le sue spoglie sono state sepolte al Rushtown Cemetery di Rushtown in Ohio.

## Carriera

### Giocatore

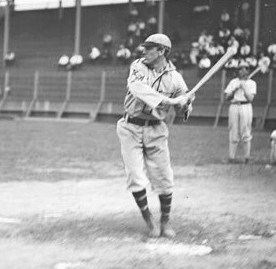
Branch Rickey nel 1906 con la maglia dei St. Louis Browns.

Durante gli anni alla Ohio Wesleyan University iniziò a giocare a baseball nel ruolo di catcher, contemporaneamente era anche membro della squadra di football dell'università. Nel 1902, durante una pausa dagli studi, accettò di giocare per i Portsmouth Navvies, una squadra semiprofessionistica; questa prima esperienza da giocatore creò diversi problemi a Rickey in quanto quando cominciò la stagione sportiva universitaria su alcuni giornali locali apparvero degli articoli in cui si contestava il fatto che essendo stato stipendiato per giocare non poteva più essere considerato un dilettante e quindi non poteva giocare nella squadra del college. Rickey ammise di essere stato pagato per giocare, specificando che i soldi guadagnati erano stati da lui usati per pagarsi gli studi, e fu quindi estromesso dalla squadra dell'ateneo, tuttavia l'anno successivo divenne l'allenatore della squadra di baseball dell'università.
Nell'estate del 1903 accettò una proposta dalla squadra di Terre Haute in Indiana militante nella Class B Central League, il contratto fu poi rilevato dalla squadra di Le Mars che giocava nella Iowa-South Dakota League. L'anno successivo il suo contratto fu acquistato dalla squadra di Dallas che giocava nella Texas League, una delle più importanti leghe minori dell'epoca. Durante la sua permanenza in Texas giocò regolarmente come catcher, chiuse la stagione con una media battuta di .261 e si fece notare soprattutto per la sua abilità nel gioco difensivo mettendo a segnò 41 assist per le eliminazioni. I buoni risultati ottenuti suscitarono l'interesse di alcuni team della MLB, in particolare i Cincinnati Reds fecero un'offerta formale per acquisire il suo contratto. Tuttavia Rickey non giocò mai una partita ufficiale coi Reds poiché al momento dell'acquisto del contratto i dirigenti del club non erano stati informati del fatto che lui fosse un fervente seguace della dottrina cristiana del Sabbatarianismo che gli impediva di lavorare o praticare sport durante la domenica. Infatti, nonostante fosse riuscito a convincere il proprietario della squadra, dovette fronteggiare la netta opposizione dell'allenatore Joe Kelley che lo schierò in campo sporadicamente e solo in partite amichevoli. Al termine della stagione il suo rapporto coi Reds si concluse e il contrattò tornò a disposizione della squadra di Dallas.
L'anno successivo furono i Chicago White Sox a rilevare il suo contratto, Rickey questa volta mise subito in chiaro col proprietario della squadra che il suo credo religioso gli impediva di giocare la domenica e chiese che questa clausola venisse messa per iscritto. In un primo momento il proprietario, Charles Comiskey, sembrò avallare le pretese del giocatore, ma prima dell'inizio della stagione i White Sox decisero di scambiare tramite un'operazione di mercato Rickey con Frank Roth, catcher proveniente dai St. Louis Browns. Rickey si unì alla squadra di St. Louis a stagione in corso poiché ottenne dalla squadra la possibilità di terminare prima la stagione agonistica universitaria (in quel momento era l'allenatore del team dell'Allegheny College). Il 16 giugno 1905 fece così il suo debutto nella MLB come giocatore dei St. Louis Browns subentrando nella gara contro i Philadelphia Athletics, nel corso della partita si presentò tre volte alla battuta subendo due strikeout e una eliminazione al volo. Nella sua prima annata coi Browns giocò solo una partita ufficiale. L'anno successivo collezionò invece 65 presenze con 57 valide e 3 home run.
Nel 1907 passò ai New York Highlanders, nel corso della stagione disputò 52 partite con una media battuta di .182 poi un infortunio al braccio utilizzato per lanciare lo convinse a ritirarsi dall'attività agonistica.
Nel 1914 ricoprì il doppio ruolo di allenatore e giocatore dei St. Louis Browns, ma scese in campo solo sporadicamente in quanto il suo impegno principale era quello manageriale.
In totale nel corso della sua carriera giocò 120 partite nella Major League Baseball mettendo a segno 82 valide, 39 RBI e 3 home run con una media battuta complessiva di .239.

### Allenatore

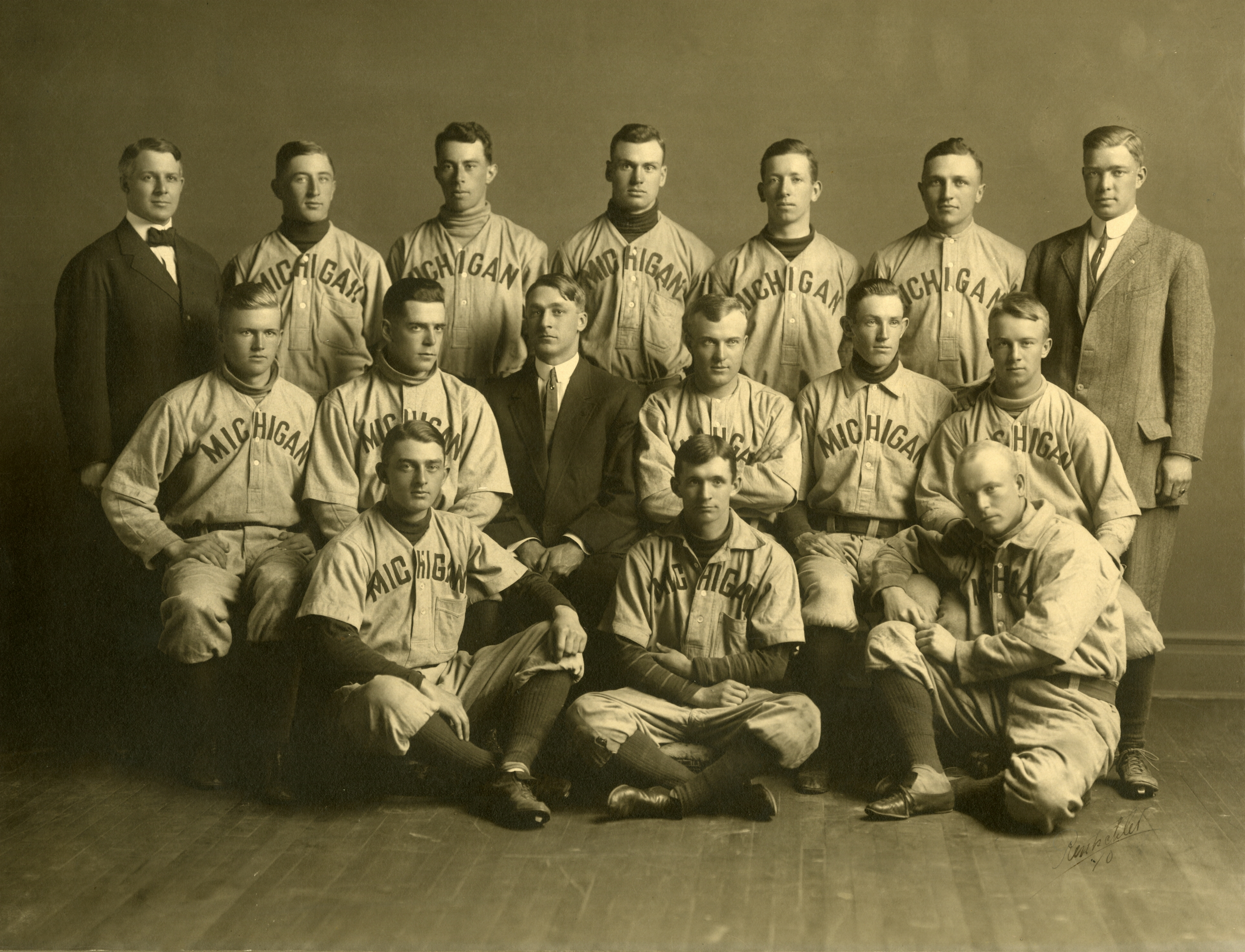
La squadra di baseball dell'Università del Michigan nel 1910. Branch Rickey è il terzo da sinistra nella fila centrale.

Nel 1903 dopo essere stato estromesso dalla squadra universitaria, grazie anche alla partenza del precedente coach, ricevette l'incarico di allenare la squadra di baseball della Ohio Wesleyan University, all'epoca aveva solamente 21 anni. Dopo un primo anno con risultati modesti, nel 1904 la sua squadra vinse 14 partite su 19 disputate. Nella squadra di Rickey giocava Charles "Tommy" Thomas, uno dei pochissimi studenti di colore dell'università, che spesso durante le partite veniva insultato per via del colore della sua pelle e addirittura in un'occasione, durante una trasferta all'Università di Notre Dame in Indiana, gli venne rifiutato l'alloggio dal personale dell'hotel in cui doveva pernottare la squadra. Questa esperienza rese Rickey particolarmente sensibile al problema dell'integrazione razziale e fu una delle ragioni che lo spinsero molti anni dopo ad agire per ottenere l'abolizione della segregazione razziale nel baseball professionistico americano.
Nel 1905, fallita la prima esperienza in MLB coi Cincinnati Reds, accettò l'incarico di insegnante e allenatore delle squadre di baseball e football dell'Allegheny College, un istituto metodista di Meadville in Pennsylvania. Ricoprì l'incarico sino al termine della stagione sportiva 1906 benché nel frattempo fosse già diventato un giocatore dei Browns.
Mentre era all'università del Michigan Rickey cercò in tutti i modi di diventare l'allenatore della squadra di baseball, inviò numerose lettere a Philip Bartelme, responsabile delle attività sportive dell'ateneo, fino a quando non riuscì a convincerlo ad affidargli l'incarico. Si occupò della guida dei Michigan Wolverines dal 1910 al 1913, durante la sua gestione collezionò 69 vittorie e 31 sconfitte, da segnalare che durante il periodo in cui Rickey guidò la squadra questa non prese parte alla Big Ten Conference.
Nel 1912 fu richiamato dai St. Louis Browns per ricoprire un ruolo all'interno della società (prima come osservatore poi come dirigente); l'anno successivo, a poche partite dalla conclusione della stagione, gli fu affidato il compito di guidare direttamente la squadra in campo come manager. Restò alla guida dei Browns per altre due stagioni ottenendo risultati modesti: 71 vittorie e 82 sconfitte (.464) nel 1914, 63 vittorie e 91 sconfitte (.409) nel 1915. Durante l'annata 1914 ricoprì il duplice ruolo di giocatore e di manager anche se la sua presenza in campo fu minima dato che giocò solo 2 partite.
Nel 1919, dopo un litigio con Phil Ball, proprietario dei Browns che non condivideva le sue idee per valorizzare i giocatori emergenti, passò ai rivali cittadini dei St. Louis Cardinals. Inizialmente rivestì il duplice ruolo di presidente e di manager della squadra, poi l'anno successivo lasciò la carica presidenziale in favore di Sam Breadon, nuovo proprietario della squadra, ma mantenne l'incarico di allenatore alla quale si aggiunsero tutta una serie di prerogative che di fatto lo rendevano anche il general manager. Guidò i Cardinals dal 1919 al 1925, in questa sua seconda esperienza alla guida di una franchigia ottenne risultati decisamente migliori: dopo un primo anno chiuso con sole 54 vittorie e 83 sconfitte (.394), le percentuali di vittorie salirono progressivamente di stagione in stagione, .487 nel 1920, .569 nel 1921, .552 nel 1922, .516 nel 1923 e .422 nel 1924. Nella stagione 1925 fu sollevato dall'incarico dopo 38 partite (.342 con 13 vittorie e 25 sconfitte). L'anno successivo Rickey si dedicò esclusivamente alla carriera dirigenziale e i Cardinals, guidati da Rogers Hornsby, vinsero le loro prime World Series.

### General Manager

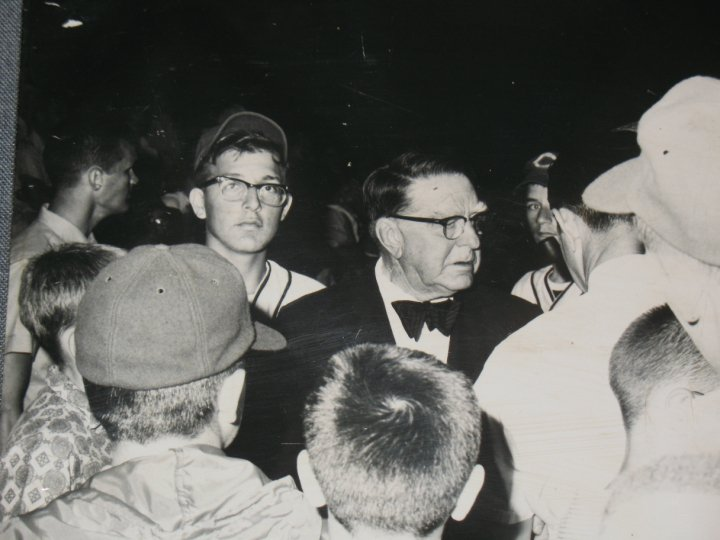
Branch Rickey (a destra) nel 1960 a Cincinnati.

Il primo incarico societario gli fu affidato dai Browns nel 1912 che lo assunsero come osservatore, in questa veste segnalò George Sisler, suo compagno ai tempi del college, e futuro membro della Baseball Hall of Fame.
Rickey fece le prime esperienze in ruoli dirigenziali con i Browns ma fu dopo il passaggio ai Cardinals che iniziò a mettere in pratica le sue idee innovative. Fu General Manager dei St. Louis Cardinals dal 1919 al 1942, in particolare durante il periodo in cui ricoprì anche l'incarico di manager della squadra (1919-1925) investì una buona parte delle risorse a sua disposizione per l'attività di scouting nelle leghe minori, fu lui infatti a creare quel sistema di squadre satellite (noto come farm system) ancora oggi utilizzato dalle squadre della Major League Baseball. I frutti dei suoi investimenti furono visibili a partire dagli anni 30 quando i Cardinals, grazie ai giocatori scoperti e cresciuti nelle squadre affiliate nelle leghe minori, vinsero per tre volte la National League (1930, 1931 e 1934) e per due volte le World Series (1931 e 1934). Durante il suo ultimo anno in carico come GM i Cardinals vinsero nuovamente la National League (con 106 vittorie stagionali, record di squadra tuttora imbattuto) e successivamente le World Series contro i New York Yankees.
Nel 1943 i Brooklyn Dodgers lo assunsero per ricoprire il ruolo di presidente e GM in sostituzione di Larry MacPhail che si era arruolato nell'esercito per combattere nella seconda guerra mondiale. Anche durante la sua esperienza a Brooklyn fu artefice di importanti innovazioni: creò a Vero Beach in Florida, in una ex caserma della marina abbandonata, il primo impianto adibito esclusivamente alla preparazione prestagionale (spring training), inoltre assunse come collaboratore a tempo pieno lo statistico Allan Roth diventando così uno dei pionieri dell'approccio sabermetrico al baseball.
Durante la sua permanenza ai Dodgers fu l'artefice di un altro punto di svolta del baseball statunitense, fu infatti la sua decisione di mettere sotto contratto Jackie Robinson nel 1947 a infrangere la cosiddetta baseball color line ovvero quella regola discriminatoria vigente sin dal 1880 che impediva agli afroamericani di giocare nella MLB. L'ingaggio di Robinson, nonostante le iniziali tensioni razziali che si verificarono anche all'interno della stessa squadra dei Dodgers, fu un successo dal punto di vista sportivo e viene ricordato come un importante passo nella storia dell'integrazione razziale degli Stati Uniti.
Nel 1950 accettò un'offerta per diventare il nuovo GM dei Pittsburgh Pirates, con la nuova squadra mise a segno un altro importante colpo: l'ingaggio di Roberto Clemente nel 1955. Come accadde per Jackie Robinson, anche l'ingaggio di Clemente (originario di Porto Rico) creò iniziali problemi razziali infatti all'epoca la presenza di giocatori latinoamericani era quasi nulla. Dal punto di vista sportivo fu un altro successo di Rickey poiché si rivelò uno dei più forti giocatori della storia della MLB (15 presenze all'All-Star Game, 12 Gold Glove Award vinti e membro della Baseball Hall of Fame). Tra il 1952 e il 1953 rese obbligatorio l'uso del casco protettivo per i suoi giocatori, nel 1956 la National League adottò ufficialmente questa regola e due anni più tardi si adeguò anche l'American League.
Nel 1955 a causa del peggioramento delle sue condizioni di salute si ritirò definitivamente dal mondo del baseball.

## Riconoscimenti
- Nel corso della sua carriera ricevette per tre volte lo Sporting News Executive of the Year Award (1936, 1942 e 1947)[56].
- Il Rotary Club di Denver organizza dal 1992 un premio a lui dedicato, il Branch Rickey Award, che viene annualmente assegnato alla figura della MLB che maggiormente si distingue per il suo impegno umanitario[57].
- Nel 2004 Branch Rickey è stato nominato dalla ESPN come Most Influential Sports Figure of the 20th Century[58].

## Riferimenti nella cultura di massa
Nel corso degli anni il personaggio di Branch Rickey è apparso in diversi film biografici, il suo ruolo è stato interpretato da Minor Watson in The Jackie Robinson Story (1950), da Edward Herrmann in Soul of the Game (1996) e da Harrison Ford in 42 - La vera storia di una leggenda americana (2013).
Nel 2009 la University of Michigan ha commissionato la produzione del documentario Branch Rickey: A Matter of Fairness, il film è stato premiato con un Emmy Award dal Michigan Chapter of the National Academy of Television Arts and Sciences.

## Palmarès

### General Manager
- World Series: 4

St. Louis Cardinals: 1926, 1931, 1934, 1942
- National League Pennant: 8

St. Louis Cardinals: 1926, 1928, 1930, 1931, 1934, 1942
Brooklyn Dodgers: 1947, 1949